# 岩高鬚魮
岩高鬚魮（学名：Hypselobarbus lithopidos）为輻鰭魚綱鯉形目鲤科高鬚魮屬的其中一種，分布於亞洲印度，棲息在森林溪流，體長可達60公分，可做為食用魚。

## 扩展阅读
維基物種上的相關：岩高鬚魮